# Japanski vrt
Japanski vrt karakterističan je tip ukrasnih vrtova. Svoje porijeklo vuku od kineskih vrtova, od kojih su se razvili specifični japanski vrtovi do Edo razdoblja.
U japanskim vrtovima teži se postizanju minijaturnoga idealiziranoga krajolik, često na vrlo apstraktan i stilizirani način. Vrtovi careva i plemića bili su namijenjeni za rekreaciju i estetski užitak, dok su vrtovi budističkih hramova namijenjeni za kontemplaciju i meditaciju.
Karakteristika japanskoga vrta maksimalno je iskorištavanje slobodnog prostora, zbog obično malo prostora na kojem se ovaj vrt razvijao i rezultat je poštovanja prirode. Bonsai se često javlja u japanskim vrtovima kao i brojni elementi žive i nežive prirode.
Postoji više tipova japanskih vrtova: karesansui ili kameniti vrtovi, u kojima bijeli pijesak zamjenjuje vodu; roji jednostavni vrtovima s kućicama, gdje se obavljaju čajne ceremonije; kaiyū-shiki-teien ili promenadni vrtovi u kojima posjetitelji slijede stazu, kako bi uočili pomno njegovane male krajolike i tsubo-niwa, mali dvorišni vrtovi.

## Galerija
- Vrt kod Daigo-ji hrama.
- Vrt palače Katsura.
- Klasični promenadni japanski vrt.
- Japanski suhi vrt.